# Achelia pribilofensis
Achelia pribilofensis är en havsspindelart som först beskrevs av Cole, L.J. 1904.  Achelia pribilofensis ingår i släktet Achelia och familjen Ammotheidae. Inga underarter finns listade i Catalogue of Life.